# Georges Jacobs de Hagen
Georges Christian Henri Xavier Marie Ghislain graaf Jacobs de Hagen (Brussel, 4 september 1940) is een Belgisch bestuurder, bedrijfsleider en topfunctionaris.

## Levensloop

### Familie en studies
Georges Jacobs was de vijfde van acht kinderen van notaris Jean-Pierre Jacobs (1909-1973) en Marie-Louise Boonen (1910-1993). Zijn vader werd in 1965 in de erfelijke Belgische adel opgenomen. Hij trouwde met jonkvrouw Christine de Woot de Trixhe de Jannée (1945) en ze kregen twee zonen en een dochter.
Hij studeerde aan de Université catholique de Louvain, alwaar hij afstudeerde als doctor in de rechten en licentiaat] in de economische wetenschappen. Tevens behaalde hij een Master of Arts in Economics aan Berkeley-universiteit in de Verenigde Staten.

### Carrière
Hij begon zijn loopbaan in 1966 als econoom bij het Internationaal Monetair Fonds (IMF). In 1970 ging hij als controller aan de slag bij Union Chimique Belge (UCB), waar hij later directeur van de farmaceutische afdeling werd en in 1987 voorzitter van het directiecomité, een functie die hij uitoefende tot december 2004. Roch Doliveux volgde hem op als CEO. Jacobs zelf werd voorzitter van de raad van bestuur van UCB. In januari 2007 volgde Karel Boone hem in deze functie op.
In mei 2003 werd hij bestuurder van Delhaize Groep. In januari 2005 volgde hij Gui de Vaucleroy op als voorzitter van de raad van bestuur van Delhaize. In mei 2012 volgde Mats Jansson hem in deze functie op. Hij was ook bestuurder bij Bekaert, Spadel, SN Brussels Airlines en Belgacom.
Op 4 mei 1990 volgde hij Etienne De Wolf op als voorzitter van de Federatie Chemische Nijverheid van België (FCN), een functie die hij uitoefende tot 1993 toen hij werd aangesteld als voorzitter van het Verbond van Belgische Ondernemingen (VBO) in opvolging van Norbert Joris. Hij werd in deze hoedanigheid in 1996 opgevolgd door Karel Boone. In 1998 werd hij aangesteld tot voorzitter van de Unie van Europese Ondernemingen en Bedrijfsleiders (UNICE) in opvolging van de Fransman François Perigot, een functie die hij uitoefende tot 2003 toen hij werd opgevolgd door de Duitser Jürgen Strube.
Voorts was hij ook voorzitter van de Koning Boudewijnstichting in de Verenigde Staten, voorzitter van Europalia, voorzitter van Kunstwijk vzw en bestuurder van de Cardiologische Stichting Prinses Lilian.

## Eerbetoon
Jacobs werd tot baron benoemd in 1997, een titel overdraagbaar op al zijn nakomelingen. Hetzelfde jaar mocht hij, voor zichzelf en opnieuw alle nakomelingen, de familienaam wijzigen in Jacobs de Hagen, een vernoeming naar het door hem bewoonde Hagen Kasteel in Ossel-Brussegem. In 2009 werd hij bevorderd tot graaf, titel toepasselijk op hemzelf en al zijn kinderen, met overdraagbaarheid op de mannelijke nazaten.
Hij is commandeur in de Orde van het Heilig Graf, in de Leopoldsorde, de Orde van het Britse Rijk, de Orde van Isabella de Katholieke (Spanje) en de Orde van Verdienste (Polen). Daarnaast was hij officier in de Kroonorde en in het Legioen van Eer.